# پرینسلی جتز
پرینسلی جتز (به انگلیسی: Princely Jets) یک شرکت هواپیمایی است. دفتر مرکزی پرینسلی جتز در کراچی، پاکستان واقع شده‌است و قطب این شرکت هواپیمایی در فرودگاه بین‌المللی جناح قرار دارد و به ۸ مقصد، پرواز انجام می‌دهد.